# Sepultamento de Jesus

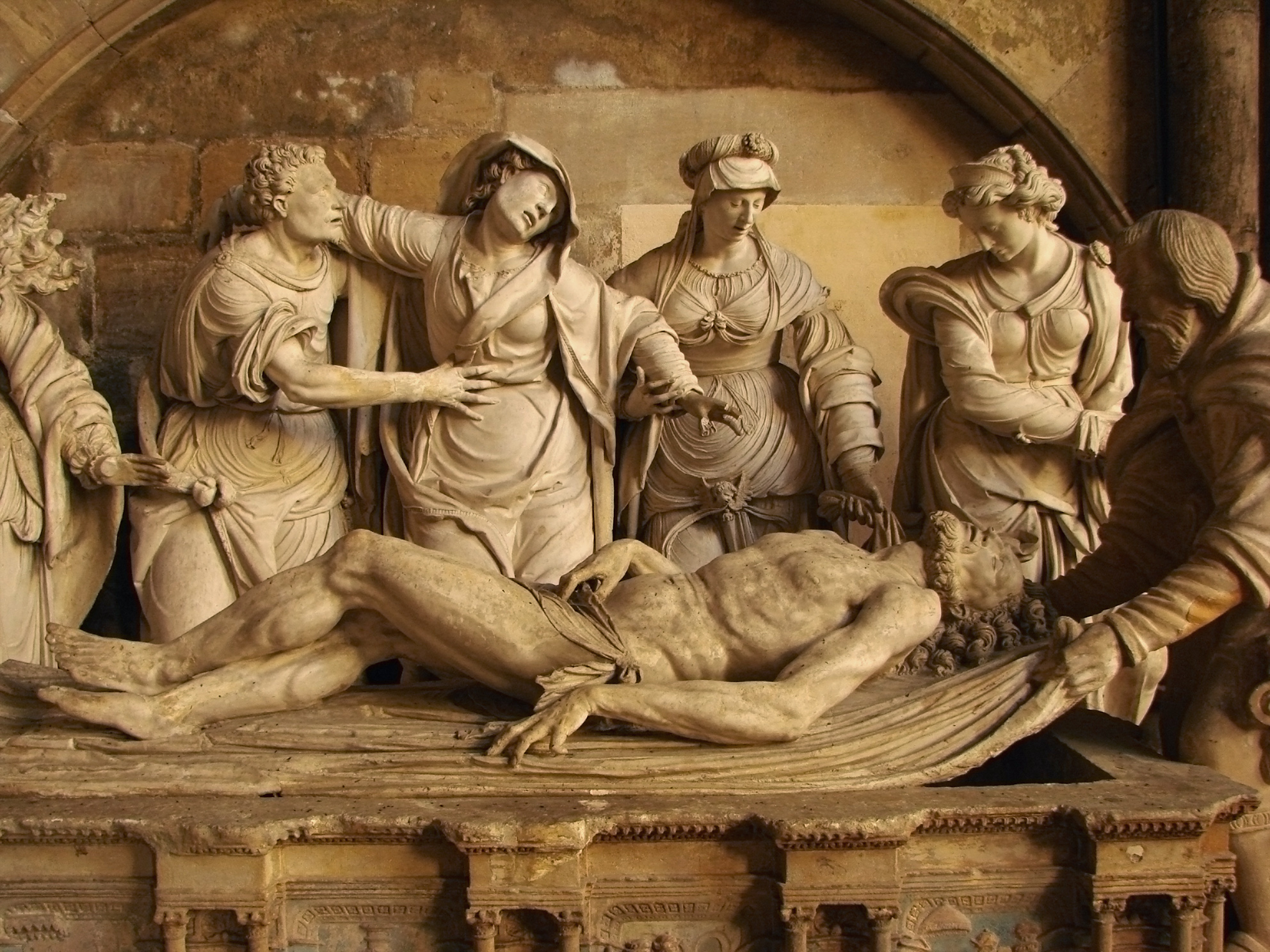
Sepultamento de Jesus.
Séc. XVI. Escultura na Igreja de Notre-Dame de Joinville, Haute-Marne, França.

Sepultamento de Jesus é um dos episódios da Paixão de Jesus Cristo no qual seu corpo, depois da deposição da cruz, é colocado no túmulo. De acordo com os relatos dos evangelhos canônicos, Jesus foi sepultado por um fariseu chamado José de Arimateia.

## Narrativa bíblica
A primeira referência ao evento aparece numa epístola de Paulo de Tarso. Escrevendo aos coríntios em 54, ele faz referência ao relato que ouviu sobre a morte e ressurreição de Jesus (I Coríntios 15:3–4).
A geração seguinte de escritores bíblicos são os quatro evangelistas (Mateus 27:57–61, Marcos 15:42–47, Lucas 23:50–56 e João 19:38–42), que escreveram entre 66 e 95, e cujos relatos todos concluem com uma narrativa da prisão de Jesus, seu julgamento, crucificação, sepultamento e ressurreição:p.91. Os quatro afirmam que, na tarde da crucificação, José de Arimateia foi pedir a Pôncio Pilatos que lhe entregasse o corpo de Jesus. Depois que seu pedido foi atendido, José retirou o corpo da cruz com a ajuda de Nicodemos, enrolou o corpo num tecido de linho e o depositou num túmulo.
Há importantes diferenças entre os quatro relatos, testemunhas da evolução da tradição do primeiro evangelho (Marcos) até o último (João).

### Evangelho de Marcos
No mais antigo dos evangelhos, o de Marcos (Marcos 14), escrito por volta de 70, José de Arimateia é um membro do Sinédrio, que já havia condenado Jesus, que queria que o corpo dele fosse sepultado seguindo os preceitos da Lei, que determinava que os corpos não deveriam passar a noite expostos. Segundo Marcos, José enrola o corpo num sudário e o coloca num túmulo escavado na rocha.

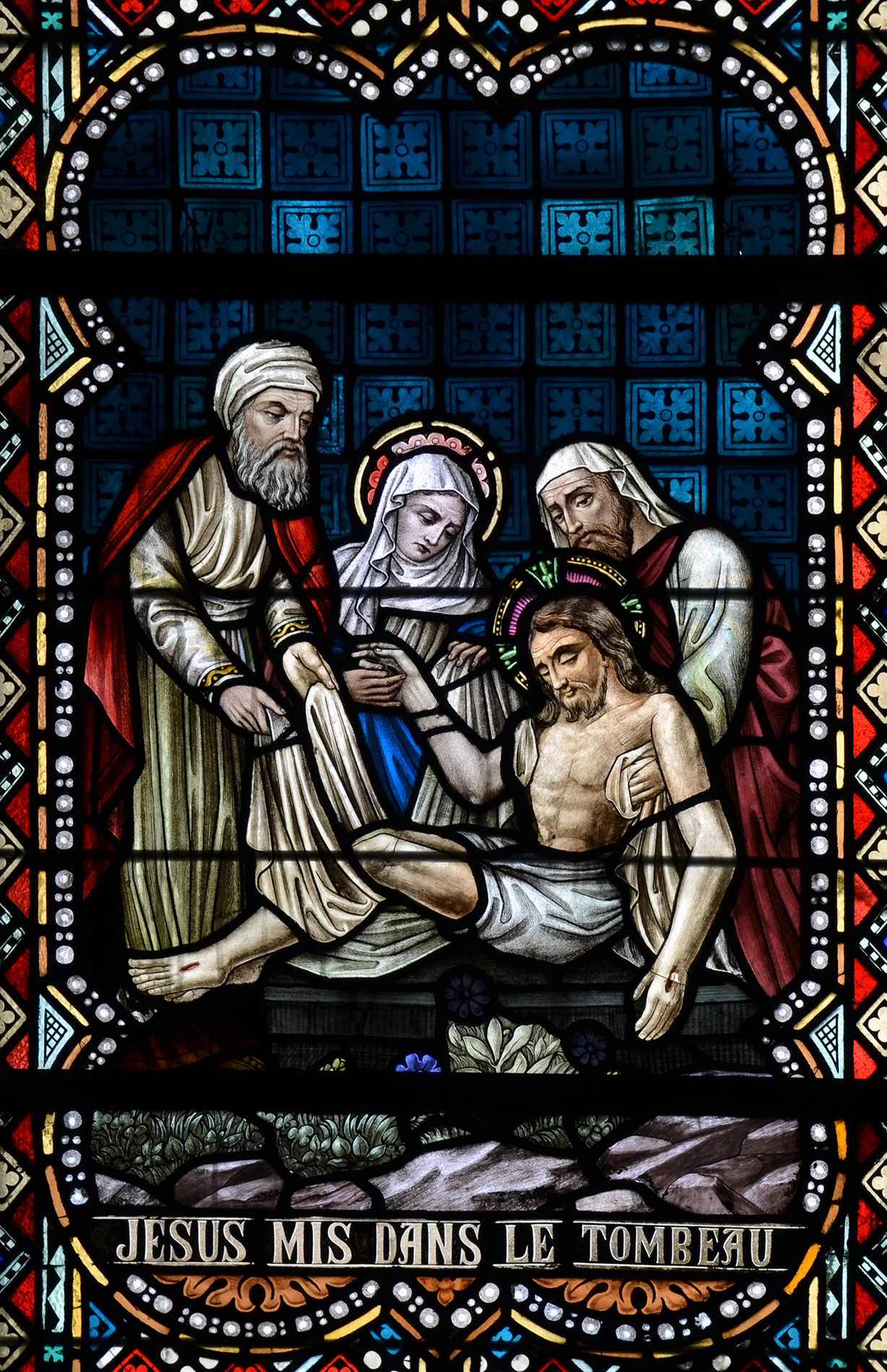
Sepultamento de Jesus.
1906. Vitral de J. Dobbelaere na Igreja de Notre-Dame de la Visitation, Rochefort, na Bélgica.

O historiador judeu Flávio Josefo, do final do mesmo século, descreveu como os judeus consideravam sua Lei tão importante que até mesmo o corpo de criminosos crucificados eram retirados de suas cruzes e sepultados antes do pôr-do-sol. No relato de Marcos, José faz o mínimo esperado para garantir que Lei havia sido observada, enrolando o corpo num pano, sem mencionar nenhuma lavagem ou unção com óleos perfumados, o que pode explicar o motivo pelo qual Marcos relata um episódio antes da crucificação no qual uma mulher derrama perfume na cabeça de Jesus (Marcos 14:3–9), preparando-o assim para ser sepultado antes mesmo de morrer.

### Evangelho de Mateus
O Evangelho de Mateus foi escrito por volta de 85 ou 90 utilizando o Evangelho de Marcos como fonte. Em seu relato, Mateus conta que José de Arimateia não era membro do Sinédrio, mas um discípulo muito rico. Muitos estudiosos interpretaram esta mudança como uma sutil orientação do autor em direção aos defensores mais ricos. Mateus relata ainda um sepultamento mais elaborado: José enrola o corpo num sudário limpo e o coloca em seu próprio túmulo. A palavra que ele usa é "soma" ("corpo") e não "ptoma" ("cadáver"). Ele acrescenta ainda que as autoridades romanas «tornaram seguro o sepulcro, selando a pedra e deixando ali a guarda» (Mateus 27:66). Este detalhe pode ter sido acrescentado para conter as acusações de que os discípulos de Jesus teriam roubado o corpo.

### Evangelho de Lucas
O Evangelho de Marcos também foi a fonte utilizada para o relato do Evangelho de Lucas, escrito por volta de 90. Assim como em Marcos, José é membro do Sinédrio e não um discípulo (como em Mateus), mas é descrito como um dos que discordaram do veredito dado a Jesus.

### Evangelho de João
O último dos evangelhos, João difere de Marcos e relata José como um discípulo que se esforça para dar a Jesus um sepultamento digno. Ele afirma que José foi auxiliado por Nicodemos, que trouxe uma mistura de mirra e aloés, untando com estas especiarias o sudário, como requeria o costume judaico (João 19:39–40).

## Historicidade
N. T. Wright afirma que o sepultamento de Cristo é parte das mais antigas tradições evangélicas. John A.T. Robinson defende que o sepultamento de Jesus num túmulo é um dos fatos mais antigos e melhor atestados sobre Jesus Rudolf Bultmann described the basic story as 'an historical account which creates no impression of being a legend'.
John Dominic Crossan, porém, sugere que o corpo de Jesus teria sido devorado por cães quando estava pendurado na cruz até que nada sobrasse. Martin Hengel defende que Jesus foi enterrado em desgraça, pois era um criminoso condenado e executado de forma vergonhosa, um ponto de vista amplamente aceito na literatura acadêmica.

## Importância teológica
Paulo inclui o sepultamento em seu anúncio do evangelho nos versículos 3 e 4 de 1 Coríntios 15: «Pois eu vos entreguei primeiramente o que também recebi: que Cristo morreu por nossos pecados segundo as Escrituras, e que foi sepultado,  que foi ressuscitado ao terceiro dia segundo as Escrituras» (I Coríntios 15:3–4). Este trecho parece ser um antigo credo pré-paulino.
O sepultamento de Cristo é especificamente mencionado no Credo dos Apóstolos, que diz que Jesus "foi crucificado, morto e sepultado". O Catecismo de Heidelberg responde à pergunta "Por que ele foi sepultado?" afirmando que "Seu sepultamento testifica que Ele havia realmente morrido". O Catecismo da Igreja Católica diz: "É o mistério do Sábado Santo, em que Cristo, depositado no túmulo, manifesta o repouso sabático de Deus depois da realização da salvação dos homens, que pacifica todo o universo" e que "A permanência do corpo de Cristo no túmulo constitui o laço real entre o estado passível de Cristo antes da Páscoa e o seu estado glorioso atual de ressuscitado".

## Representações artísticas
O Sepultamento de Cristo tem sido um tema popular na arte cristã, principalmente na Europa Ocidental depois do século X. Ele aparece nos ciclos da Vida de Cristo, logo depois da Deposição da Cruz ou da Lamentação de Cristo. Desde o Renascimento, ele tem sido geralmente combinado ou fundido neles. Entre os exemplos mais notáveis estão:

Altar-mor em Château-Garnier, França
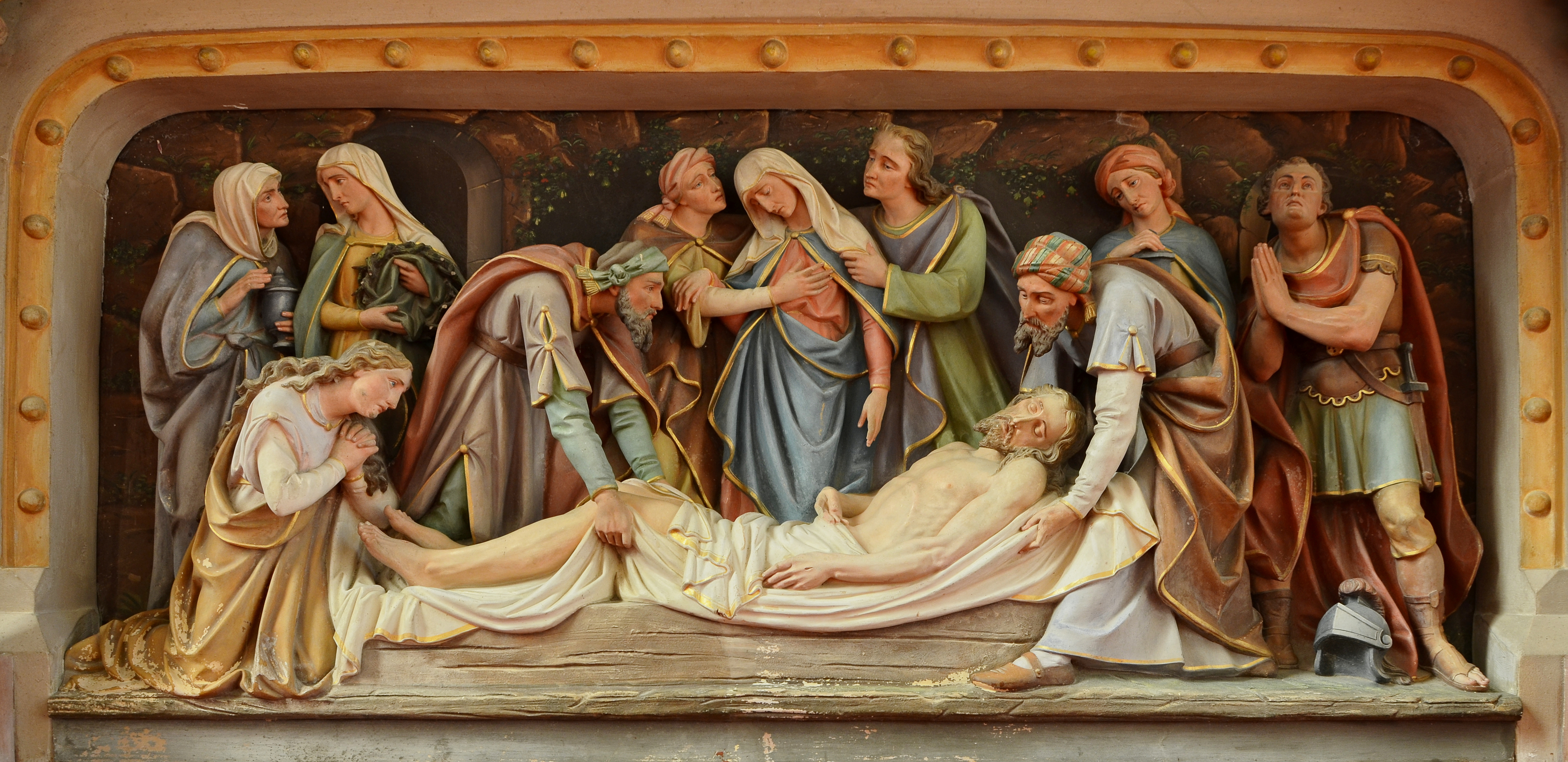